# Barchain
Barchain là một xã trong vùng Grand Est, thuộc tỉnh Moselle, quận Sarrebourg, tổng Sarrebourg. Tọa độ địa lý của xã là 48° 42' vĩ độ bắc, 06° 57' kinh độ đông. Barchain nằm trên độ cao trung bình là m mét trên mực nước biển, có điểm thấp nhất là 282 mét và điểm cao nhất là 312 mét. Xã có diện tích 1,7 km², dân số vào thời điểm 1999 là 99 người; mật độ dân số là 58 người/km². Xã thuộc Pháp từ năm 1661, nằm khoảng 7 km về phía tây nam của Sarrebourg.

## Thông tin nhân khẩu
| 1962 | 1968 | 1975 | 1982 | 1990 | 1999 |
| ---- | ---- | ---- | ---- | ---- | ---- |
| 94   | 95   | 99   | 109  | 101  | 99   |